# Теореми Веєрштрасса в банахових просторах
Теоре́ми Веєрштра́сса в Бана́хових про́сторах
Нехай {\displaystyle \mu } — метрика в метричному просторі {\displaystyle B}, тобто {\displaystyle \mu :B\times B\to R}:
1. для будь-яких {\displaystyle x,y:\mu (x,y)\geq 0,\mu (x,y)=0\iff x=y}.
2. {\displaystyle \mu (x,y)=\mu (y,x)}.
3. {\displaystyle \mu (x,z)+\mu (z,y)\geq \mu (x,y)}.
Означення 1. Функціонал {\displaystyle f} називається {\displaystyle \mu } — напівнеперервним знизу, якщо {\displaystyle \mu (x_{n},x)\to 0\implies \lim _{x\to \infty }f(x_{n})\geq f(x)}.
Означення 2. Множина {\displaystyle X} з метричного простору {\displaystyle B} називається {\displaystyle \mu } — компактною, якщо з довільної послідовності точок {\displaystyle \{x_{n}\}\subset X} можна обрати підпослідовність збіжну до {\displaystyle x\in X}.
Теорема 1. Якщо функція {\displaystyle f} є визначеною, скінченною, {\displaystyle \mu } — напівнеперервною знизу на {\displaystyle \mu } — компактній множині {\displaystyle X}, то {\displaystyle f} досягає на {\displaystyle X} свого мінімального значення.
Тобто існує {\displaystyle x\in X:f(x)=\inf _{y\in X}f(x)}.
Нехай тепер {\displaystyle E} — банахів простір.
Означення 3. Послідовність {\displaystyle \{x_{n}\}\subset E} називається слабко збіжною до елемента {\displaystyle x\in E}, якщо для будь-якого лінійного неперервного функціонала {\displaystyle F} {\displaystyle F(x_{n})\to F(x)}.
Означення 4. Функціонал {\displaystyle f} називається слабконапівнеперервним знизу, якщо з того що {\displaystyle x_{n}\to x} випливає, що {\displaystyle \lim _{n\to \infty }f(x_{n})\geq f(x)}.
Означення 5. Множина {\displaystyle X} з банахового простору {\displaystyle E} називається слабкокомпактною, якщо з довільної послідовності точок {\displaystyle \{x_{n}\}\subset X} можна обрати підпослідовність, що слабко збігається до деякої {\displaystyle x\in X}.
Теорема 2. Якщо функція {\displaystyle f} визначена, скінченна, слабконапівнеперервна знизу на слабкокомпактній множині {\displaystyle X}, то {\displaystyle f} досягає на {\displaystyle X} свого мінімального значення.